# Tyler Patrick Jones
Tyler Patrick Jones (California, 12 marzo 1994) è un attore statunitense, conosciuto soprattutto per aver interpretato il ruolo di Ned Banks in due stagioni della serie televisiva della CBS Ghost Whisperer.

## Filmografia

### Cinema
- Minority Report, regia di Steven Spielberg (2002)
- Red Dragon, regia di Brett Ratner (2002)
- Bad News Bears - Che botte se incontri gli Orsi (Bad News Bears), regia di Richard Linklater (2005)
- Feast, regia di John Gulager (2005)
- I tuoi, i miei e i nostri (Yours, Mine and Ours), regia di Raja Gosnell (2005)
- Spiderwick - Le cronache (The Spiderwick Chronicles), regia di Mark Waters (2008)
- G-Force - Superspie in missione (G-Force), regia di Hoyt Yeatman (2009)

### Televisione
- In tribunale con Lynn (Family Law) – serie TV, episodio 2x04 (2000)
- Due gemelle e un maggiordomo (So Little Time) – serie TV, episodio 1x15 (2002)
- Giudice Amy (Judging Amy) – serie TV, episodio 4x10 (2002)
- Summerland – serie TV, episodi 1x01-1x02-1x07 (2004)
- Silver Lake, regia di Kevin Bray – film TV (2004)
- Fathers and Sons, regia di Rodrigo García – film TV (2005)
- Crossing Jordan – serie TV, episodio 5x06 (2005)
- Ghost Whisperer - Presenze (Ghost Whisperer) – serie TV, 8 episodi (2006-2007)
- Ben 10 - Corsa contro il tempo (Ben 10: Race Against Time), regia di Alex Winter – film TV (2007)
- Private Practice – serie TV, episodio 2x01 (2008)

### Cortometraggi
- The Brute, regia di Trevor Glen Campbell (2010)
- Blackout, regia di Asher Pink (2012)

## Doppiatori italiani
Nelle versioni in italiano delle opere in cui ha recitato, Tyler Patrick Jones è stato doppiato da:
- Tommaso Gatto in I tuoi, i miei e i nostri
- Jacopo Castagna in Ghost Whisperer - Presenze
- Ilaria Stagni in Ghost Whisperer - Presenze (ep. 2x04)